# Сериате
Сериате (итал. Seriate) — город в Италии, располагается в регионе Ломбардия, подчиняется административному центру Бергамо.
Население составляет 21 628 человек (на 2004 год), плотность населения составляет 1691 человек/км². Занимает площадь 12 км². Почтовый индекс — 24068. Телефонный код — 035.
Покровителем города почитается Святейший Искупитель (SS. Redentore), празднование в последнее воскресение сентября. В его честь освящён главный приходской храм (Chiesa arcipresbiteriale plebana), построенный в стиле классицизма в 1769-1778 годах по проекту графа Николино Калепио. Примечательно, что главный алтарь храма выполнен по рисунку Джакомо Кваренги, работавшего главным образом в России.

## «Христианская Россия» в Сериате
Жительница Сериате Елизавета Амбивери (Betty Ambiveri) (1888 год — 1962 год) на своей вилле в 1950-е годы принимала и помогала русским эмигрантам, среди них деятели Русского апостолата: священники Иоанн Корниевский, Степан Виргулин и участник т. н. Казачьего стана на Севере Италии Григорий Круговой. В старинной вилле Амбивери с 1957 года находится центр «Христианская Россия» (ит.: «Russia Cristiana»), располагающий одним из крупнейших книжных собраний и архивных коллекций в Италии по русистике и пост-советскому пространству, в том числе здесь хранится архив издательства «Жизнь с Богом» и коллекция «Самиздат».
С 1978 года в Сериате действует первая в Италии «Школа иконографии», основанная Игорем Сендлером.